# トレーシー・オースチン
トレーシー・オースチン（Tracy Austin, 1962年12月12日 - ）は、アメリカ・カリフォルニア州パロスベルデ出身の元女子プロテニス選手。1979年と1981年の2度、全米オープン女子シングルスで優勝した。右利き、バックハンド・ストロークは両手打ち。女子テニス界における10代の早熟選手の位置を確立し、低年齢化の火付け役となった選手でもある。WTAツアー通算でシングルス30勝、ダブルス4勝を挙げた。

## 来歴
オースチンは4歳の時に雑誌「ワールド・テニス」（World Tennis）の表紙を飾ったことがあり、1977年にはまだ14歳のアマチュア選手でありながら、プロの大会である「エイボン・フューチャーズ」（アメリカ・ポートランド開催の大会）で優勝するほどの早熟少女だった。1978年10月23日に15歳でプロ転向。1979年の全仏オープン前哨戦「イタリアン・オープン」（クレーコート、赤土の大会）の準決勝で、当時の女王クリス・エバートのクレーコート連勝記録を「125連勝」で止めた。同年の全米オープン女子シングルス決勝戦でエバートを 6-4, 6-3 で破り、同大会で「16歳9ヶ月」の最年少優勝記録を樹立した。これ以後、オースチンは対エバート戦で「8勝9敗」の成績を挙げる。この頃からオースチンには“エバート2世”の呼び声が高くなった。
1980年4月7日に「17歳3ヶ月26日」で当時の最年少世界ランキング1位に輝く。これは11年間にわたり、女子テニスツアーの最年少世界1位記録として残っていた。（1991年3月11日にモニカ・セレシュが「17歳3ヶ月9日」で初の世界1位になり、オースチンの記録を17日更新した。）この年にオースチンは年間12勝を挙げ、ウィンブルドンの混合ダブルスで兄のジョンと組んで優勝している。1981年に全米オープンで2年ぶり2度目の優勝。この時は決勝戦でマルチナ・ナブラチロワを 1-6, 7-6, 7-6 の逆転で破っている。
ところが1982年に入ると、オースチンの勝利は激減し始める。8月にサンディエゴで行われた試合が、彼女のプロ生活で最後の優勝（30勝目）になる。オースチンは若すぎた身体の酷使が原因で、慢性的な背中の故障を抱えるようになっていた。（この年のエピソードとして、10月18日にドイツ・フィルダーシュタットで行われた「ポルシェ・グランプリ」の1回戦にて、オースチンが当時13歳4ヶ月のシュテフィ・グラフのプロ・デビュー戦の相手となった。）1983年にはオースチンは限られた試合数しかこなせなくなり、21歳の誕生日を迎える前に競技生活が不可能な状態に陥ったことから、いつしか“燃え尽き症候群”の最初の教訓として語られるようになった。
オースチンはその後何度か、回復の合間を見ながら現役復帰を試みたことがあるが、うまくいかなかった。最終的に現役を引退したのは1994年7月であったが、その2年前、1992年に国際テニス殿堂入りを果たしている。現在はテレビ解説者として、多方面で活躍を続けている。

## 4大大会優勝
- ウィンブルドン 混合ダブルス：1勝（1980年） ［混合ダブルス準優勝：1981年］
- 全米オープン 女子シングルス：2勝（1979年・1981年）

| 年     | 大会         | 対戦相手               | 試合結果      |
| ------ | ------------ | ---------------------- | ------------- |
| 1979年 | 全米オープン | クリス・エバート       | 6-4, 6-3      |
| 1981年 | 全米オープン | マルチナ・ナブラチロワ | 1-6, 7-6, 7-6 |